# ASCI White
ASCI Whiteは、アメリカ合衆国 ローレンス・リバモア国立研究所(LLNL)に設置されたスーパーコンピュータの名称。2000年から2006年に使用され、2000年から2002年まではTOP500リストで1位となった。

## 概要
ASCI Whiteは、アメリカ合衆国連邦政府の アメリカ合衆国エネルギー省(DOE) と 国家核安全保障局(NNSA)による、核実験のシミュレーション化を支援するためのASCI計画の第3ステージとして開発されたスーパーコンピュータである。
ASCI Whiteは、IBMの商用のRS/6000 SPコンピュータをベースにしたクラスターコンピュータで、16個のプロセッサを持つノードを512個相互接続し、合計8,192個のプロセッサと6テラバイトのメモリーと、160テラバイトのディスク装置を持つ。
当時のプロセッサは単体では低速なため、多数のプロセッサにより並列処理を行った。コンピュータシステムの重量は106トン、消費電力は3メガワットで、更に冷却用に3メガワットを要した。プロセッサはPOWER系、オペレーティングシステムはAIXで、理論上の処理性能は12.3テラフロップスであった。またASCI White は、512ノードのWhite、28ノードのIce、68ノードのFrostの、3つのシステムから構成された。
このシステムはニューヨーク州ポケプシーで構築されて2000年6月に完成し、カリフォルニアの専用施設に運搬された。2001年8月15日に、LINPACKテストで初めて12.3テラフロップスを達成した事を公式発表した。このシステムの費用は1億100万ドルであった。
このシステムは2006年7月27日より、退役作業が開始された。